# オブジェクティビズム
オブジェクティビズム（英語: Objectivism）もしくは客観主義（きゃっかんしゅぎ）は、ロシア系アメリカ人作家アイン・ランドが創出した思想体系である。オブジェクティビズムを支持する者をオブジェクティビスト（英語: Objectivist、客観主義者）と呼ぶ。
最初はランドの小説（特に『水源』および『肩をすくめるアトラス』）で表明され、後にエッセイおよび評論集で表明された。哲学研究者でランドの知的相続人に指名されたレナード・ピーコフは、オブジェクティビズムをより厳密に体系化した。ピーコフは、オブジェクティビズムは不変の「閉じた体系」（closed system）であるとしている。

## 概要
オブジェクティビズムの中心的主張は以下である。
- 現実は意識から独立して存在している。
- 人類は感覚を通じて現実と直接接触する。
- 人は概念形成と帰納的論理を通じて客観的な知識を獲得できる。
- 人が生きる適切かつ道徳的な目的は、自分自身の幸福の追求である（「合理的利己」）。
- この道徳にかなう唯一の社会体制は、個人の権利を最大限に尊重する社会体制であり、具体的には自由放任資本主義である。
- 人間生活における芸術の役割は、人間の形而上学的観念を、現実の選択的な再現によって芸術作品という物理的形式に変換することにより、人が理解し感情的に反応できるようすることである。

アカデミックな哲学研究者は、ランドの哲学をほぼ無視ないし否定している。しかしオブジェクティビズムは、米国のリバタリアンや保守派の間では大きな影響を持ち続けている。ランドが創始したオブジェクティビズム運動は、ランドの思想を一般社会やアカデミズムの世界に広げる運動である。

## 哲学
最初ランドは、自分の哲学的アイデアを小説、特に『水源』と『肩をすくめるアトラス』で表現した。その後「ザ・オブジェクティビスト・ニューズレター」（The Objectivist Newsletter）、「ザ・オブジェクティビスト」（The Objectivist）、「ザ・アイン・ランド・レター」（The Ayn Rand Letter）などの定期刊行物や、『オブジェクティビズム認識論入門』（ Introduction to Objectivist Epistemology）や『利己主義という気概』（The Virtue of Selfishness）などのノンフィクション書籍で、自分の哲学的アイデアをさらに詳しく展開した。
「オブジェクティビズム」という名称は、「人間の知識や価値は客観的（objective）である」という考え方、すなわち、「知識や価値は、実際に存在し、現実それ自体の性質によって規定され、人の精神によって発見されるのであり、人の思考が勝手に生み出すわけではない」という考え方から取られている。ランドが「オブジェクティビズム（objectivism、客観主義）」という名称を選んだのは、実存の優越を基礎に置く哲学の名称としてランドが好んだ「実存主義（existentialism）」という名称が、既に使われていたからである。
ランドはオブジェクティビズムの特徴を、「地上で生きるための哲学（a philosophy for living on earth）」であること、すなわち、現実に根拠を置きながら、人間および人間が生きる世界の性質を定義することを目指す哲学であること、と表現した。

### 形而上学：客観的現実
ランドの哲学は実存（existence）、意識（consciousness）、および個体性（identity）の3つの公理（axiom）に始まる。ランドは公理を次のように定義した。
公理とは、知識（knowledge）およびその知識から展開されるあらゆる立言（statement）の、基盤（base）を同定（identify）する立言である。あるいは、特定の論者が同定するか否かに関わらず、他のあらゆる立言に必然的に含まれる立言である。公理は、その公理の否認を試みると、必ずその公理を受け入れて使わざるを得なくなるという事実によって、その公理に反対する者を打ち負かすような立言である。

レナード・ピーコフは、公理に関するランドの主張は、「実存、意識、および個体性の3つの公理が真であることの証明ではなく、この3つが公理であることの証明である。すなわち、実存、意識、および個体性が知識の基盤であり、従って不可避であることの証明である」と論じている。
ランドは、実存は他のあらゆる知識の土台になる知覚的に自明な事実である--すなわち「実存は実存する（existence exists）」--と考えた。さらにランドは、「存在する」とは「何ものかである」ことである--すなわち「実存は個体性である（existence is identity）」--と考えた。言い換えれば、存在するということは、「特定の諸属性から成る特定の性質を持つ実在物（an entity of a specific nature made of specific attributes）」であるということである。「いかなる性質も属性も持たないもの」は存在しないし、存在し得ない。実存の公理が「あるもの（something）」と「無（nothing）」の区別において把握されるのに対し、個体性の公理は「特定の何か（one）」と「別の何か（another）」の区別において把握される。言い換えれば、個体性の公理は、他のあらゆる知識のもう一つの重要な土台である無矛盾律（the law of non-contradiction）に気づくことによって把握される。ランドは、「一枚の葉が同時に赤でありかつ緑であることはできない。また、同時に凍りかつ燃えることもできない。AはAなのだ（A leaf ... cannot be all red and green at the same time, it cannot freeze and burn at the same time... A is A）」と述べた。オブジェクティビズムにおいては、実存を超越する（と主張される）存在への信仰は拒否される。
ランドは、意識は「存在するものを知覚する機能（the faculty of perceiving that which exists）」であると主張した。「『意識がある』ということは『何かを意識している』ということである」とランドが述べたように、意識それ自体を、（意識の対象となっている）独立した現実から区別したり、独立した現実との関係を除外して把握したりすることはできない。「意識は意識自身のみを意識できない-何かを意識するまで『意識自身』は存在しない」のである。したがってオブジェクティビズムでは、精神は現実を創造しないと考える。オブジェクティビズムでは、精神は現実を発見する手段であると考える。言い換えれば、実存は意識に優越するのであり、意識は実存に従わなければならない。これ以外のアプローチを、ランドは「意識の優越（the primacy of consciousness）」と呼んだ。形而上学的な主観主義（subjectivism）や有神論（theism）、およびこれらの変種は、すべて「意識の優越」に含まれる。
オブジェクティビズムにおいては、行動・動作（action）と因果関係（causation）の説明は、個体性の公理から導かれる。オブジェクティビズムにおいては、因果関係は「個体性の法則の行動・動作への適用（the law of identity applied to action）」であるとされる。ランドによれば、行動・動作するのは実体（entity）であり、あらゆる行動・動作は、ある特定の実体の行動・動作である。諸々の実体の行動・動作のしかたを決めるのは、それぞれの実体が持つ性質（すなわち「個体性」）である。実体が異なれば実体の行動・動作も異なる。因果関係の暗黙的な理解は、他の公理と同様、言語的に明示される前から、実体間の因果的なつながりの直接的な観察から引き出され、知識を発展させていくための土台として役立っている。

### 認識論：理性
ランドによれば、知覚を通じて与えられる以上の知識を獲得するためには、意志作用（volition、または自由意志の行使）と、明確な方法に厳密に従った立証の、両方が必要である。知識の立証は、観察、概念形成、および帰納的推論と演繹的推論の適用を通じて行われる。たとえば竜の存在をどれほど真摯に信じても、現実に竜が存在するということにはならない。ある主張された知識が真実であることを立証するには、その知識の根拠を現実の中に特定して証明する過程が必要である。
オブジェクティビズムの認識論は、「意識は識別（個体性の特定）である（consciousness is identification）」という原理から始まる。この原理は、形而上学における「実存は個体性である（existence is identity）」という原理の、直接的な帰結として理解される。ランドは理性（reason）を、「人間の感覚から提供される素材を識別し統合する機能（the faculty that identifies and integrates the material provided by man's senses）」と定義した。また、論理（logic）は、「個体性を正しく特定するために必要な意識の活動（actions of consciousness required to achieve a correct identification）」の「体系的な諸経路（systematic courses ）」を概念化したものであるとした。
ランドによれば、意識（consciousness）は、他のすべての存在と同様、特定かつ有限の個体性（identity）を有する。したがって意識は、特定の立証（validation）方法によって機能（operate）しなければならない。ある知識を、特定の形式を持つ特定の過程によって得られたことをもって「否認（disqualify）」することはできない。それゆえランドにとって、「意識それ自体が個体性を持たなければならない」という事実は、意識の「限界」を根拠とする普遍的懐疑論（universal skepticism）が否定されることを意味するだけでなく、啓示や感情や信仰に基づく信念の正当性の主張が否定されることも意味した。
オブジェクティビズムの認識論においては、すべての知識は、究極的には知覚（perception）を基礎にしているとされる。ランドは、「所与（given）であり自明（self-evident）であるのは知覚対象（percepts）であり、感覚（sensations）ではない」と述べた。ランドは、感覚の妥当性を自明と見なした。「感覚の妥当性は自明でない」とする主張は、すべて「概念の妥当性を前提としていながら、その概念の妥当性自体が感覚の妥当性を前提としている」という「概念盗用（stolen concept）」の虚偽を犯していると主張した。ランドは、「生理学的な意味での知覚は誤りを犯せない」と考えた。たとえば錯視は、「視覚自体の誤り」ではなく、「視覚で捉えられた対象の概念的特定における誤り」である。したがって、感覚器を通じた知覚の妥当性は証明不可能であり（なぜなら証明とは感覚された証拠を挙げることに過ぎず、その妥当性はあらゆる証明の前提になっているから）、またその妥当性を否定するべきでもない（なぜならそのような否定をするために用いる概念的道具も、感覚器を通じて得られたデータから導くほかないから）のだから、知覚の誤りは不可能であるとした。以上の帰結として、ランドは認識論的懐疑主義を退けた。「知識は知覚の形式または手段によって歪められている」とする懐疑主義者の主張を、あり得ないとした。
オブジェクティビズムの知覚論においては、形式（form）と対象（object）が区別される。生命体が対象を知覚する形式は、その生命体の感覚器の生理学的構造によって決まる。どのような形式で知覚しようと、知覚される対象が現実であることに変わりはない。それゆえランドは、カント的な「経験」と「物自体」の二分法を否認した。ランドは、「人間の意識、特に抽象能力を攻撃する者たちは、『意識による“処理”によって得られた知識は、必然的に主観的なのであり、現実とは一致し得ない』という前提を、疑いもなく根拠にしてきた。だがおよそ知識というものは、感覚レベルであれ、知覚レベルであれ、概念レベルであれ、“処理”されているものなのである。もし“処理されていない知識”などというものがあるとすれば、それは“認識作用なしに得られた知識”ということになるだろう」と述べている。
認識論の中でランドが最も詳細に論じたのは、概念形成に関する理論である。ランドの概念形成論は、『オブジェクティビズム認識論入門』（Introduction to Objectivist Epistemology）に示されている。ランドは、概念は具体物からの「量の捨象」（measurement omission）過程を経て形成されると論じた。レナード・ピーコフは、ランドの見解を次のように説明している。
概念を形成するには、まず具体物（または明確な表象）の一群を、他の既知の具体物から区別されるそれらの類似性に基づき、頭の中で“隔離”する（なお類似性とは、同一の性質を異なる量または程度だけ持つ複数のもの同士の関係である）。次に、“隔離”した具体物が共有する性質の量または性質を捨象する過程を通じて、これらの具体物の一群を、新たな単一の認識単位に“統合”する。この認識単位が概念である。形成された概念は、同じ性質を持つすべての（潜在的には無限に存在する）具体物を包摂する。概念による統合は、その概念を指し示す記号（つまり言葉）を決めることで完結・維持される。「概念は、同じ性質を持つ複数のものを、その性質の量を捨象することで、頭脳において統合したものである」。
ランドによれば、「量を捨象する」とは、「量が存在しないと見なされる」ことではなく、「量が（存在するが）特定されない」ことである。量が存在しなければならないということは、この過程の本質的な一部である。「該当する性質は、“ある”量存在しなければならないが、“どんな”量存在してもよい」というのが根本原理である。
ランドは、概念は階層的に組織されていると論じた。たとえば知覚された具体物を一まとめにした「犬」という概念は、「ダックスフンド」、「プードル」といった概念に分解することも、「猫」等の概念とともに「動物」という概念に統合することもできる。「動物」のように抽象的な概念は、「抽象からの抽象」を通じ、さらに「生物」等の概念に統合できる。概念は、得られる知識の文脈で形成される。幼児は、犬を猫や鶏から区別する。しかし「犬」という概念を形成するために、犬を深海性チューブワーム等のまだ知らない動物から明確に区別する必要はないのである。
オブジェクティビズムにおいては、概念は、過去から現在までの定義からの拡張が可能な「オープンエンドな」分類と見なされる。それゆえオブジェクティビズムにおいては、分析／総合の二分法は否認される。また、アプリオリ
な知識の存在も否定される。
ランドは、感情が知識の獲得手段になることを否定した。ランドは感情が人間にとって重要であることは認めたが、感情は人が意識または潜在意識ですでに受け入れた観念の結果であり、現実の認識に到達する手段にはならないと主張した。またランドは、あらゆる形式の信仰や神秘主義を否定した。信仰と神秘主義を、ランドはほぼ同義語として扱った。ランドは信仰を「自分の感覚と理性が証拠に立脚せず、もしくは反して、ある主張を証拠も証明もなしに受け入れること」と定義し、神秘主義を「“本能”、“直観”、“啓示”、あるいは“ただわかる”といった、感覚・理性に基づかず、定義も特定も不可能な認識手段の正当性を主張すること」と定義した。ランドにとって信仰は、“知識へのショートカット”ではなく“知識への回路のショート”であった。
「人間の知識が制約されていること」、「人間が誤謬を犯すこと」、「知識が含意することのすべてを即座に理解できるわけではないこと」を、オブジェクティビズムの認識論は認める。ピーコフは、ある命題が真であることをすべての入手可能な証拠が証明しているなら、すなわち、ある命題が自分の他の知識と論理的に整合し、証拠が示す限りにおいてその命題が真であることを確信できるなら、人はその命題が真であることを確信してよいとした。
ランドは、理性主義と経験主義の伝統的な二分法を、「概念に立脚し知覚に依存しない知識」と「知覚に立脚し概念に依存しない知識」の誤った二者択一の具現化として退けた。ランドは、知識の素材は感覚によって提供される一方、認識可能な命題を立てるには概念による処理が必要なのだから、これらはいずれも不可能であると主張した。

#### 認識論への批判
ランドの影響を受けた哲学研究者のジョン・ホスパーズ（John Hospers）は、道徳および政治に関するランドの見解に同意しているが、認識論に関してはランドに同意していない。ティボー・マチャン（Tibor Machan）などの一部の哲学研究者は、オブジェクティビズムの認識論は不完全であると主張している。
心理学教授のロバート・L・キャンベル（Robert L. Campbell）は、ランドは心理学の領域である人間の認識とその発展について自説を展開していながら、他方で「哲学は論理的に心理学に先行し、決して心理学に依存しない」とも主張しているため、オブジェクティビズムにおいては、認識論と認知科学の関係が不明瞭なままであると述べている。
哲学研究者のランドール・ディパート（Randall Dipert）とロデリック・ロング（Roderick Long）は、オブジェクティビズムの認識論においては、「判断が形成される知覚過程」と「判断の正当化のされ方」が一体化しているため、構造化された命題的判断が感覚データによってどのように検証されるかが不明確になっていると主張した。

### 倫理学：利己
オブジェクティビズムでは、倫理に関わる問題も幅広く扱われる。ランドは道徳について、『利己主義という気概』（The Virtue of Selfishness）、『われら生きるもの』、および『肩をすくめるアトラス』で論じている。ランドは道徳を、「人間の選択と行動、すなわち人生の目的と進路を決定づける選択と行動の、指針になる価値体系」と定義している。ランドは、最初に問われるべきは「どのような価値体系にするべきか」ではなく、「人間はそもそも価値を必要としているのか？　そしてそれはなぜなのか？」であると主張した。ランドによれば、「『価値』という概念を可能にするのは、『生命』という概念だけ」なのであり、「ある生命体が何をする【べき（ought）】かを決めるのは、その生命体が【存在している（is）】という事実」なのである。ランドは、「この宇宙に存在する唯一の根本的選択は、『存在か、非存在か』の選択である。そしてこれは、生命体だけに関わる選択である。無生物の存在は、無条件である。生物の存在は、そうではない。生物は、特定の行動過程を取らなければ、存在し続けられない。〔中略〕『生か、死か』の選択に恒常的に直面しているのは、生命体だけである」と述べている。
ランドは、人間の自由意志にとって最も重要な焦点は、「考えるか、考えないか」の選択にあると主張した。したがってランドによれば、自由意志を持つ人間は「自らの価値」を選択する必要がある。人間は、「自分自身の人生」を自動的に「自己の究極的価値」と見なすわけではない。「ある人のある行動が、その人の人生を向上させ、充足させるかどうか」は、他のすべての生物に関してそうであるように、事実の問題である。しかし、「ある人が自分の幸福を増進するように行動するかどうか」は、その人の生理機構に組み込まれているわけではなく、その人次第である。ランドは、「人間には、自分自身の破壊者として行動する力がある。そして人間は、歴史のほとんどを通じて、そのように行動してきた」と述べている。
ランドによれば、「人間の精神は、生存のための基本ツールである。人間にとって、生命は所与であるが、生存は所与ではない。肉体は所与であるが、肉体の維持は所与ではない。精神は所与であるが、その内容は所与ではない。人間は、生き残るためには行動しなければならない。行動するためには、あらかじめ自分の行動の性質と目的を知らなければならない。人間は、食糧とその獲得方法を知ることなしには、食糧を獲得できない。自分の目的とその達成手段を知ることなしには、溝を掘ることもできなければ、サイクロトロンを建設することもできない。人間は、行き残るためには、思考しなければならないのである」。さらにランドは、小説『水源』および『肩をすくめるアトラス』で、「生産的な仕事」、「恋愛（romantic love）」、および「芸術」が人間の幸福にとって中心的な重要性を持つことを強調し、これらを追求することの倫理性をドラマ形式で表現した。オブジェクティビズムの倫理学における第一の価値は、合理性である。これはランドにとって、「理性を『知識の唯一の源泉』として、『価値の唯一の判定者』として、また『行動の唯一の指針』として認識し、受容すること」を意味した。
道徳律の目的は、「個人がそれらを基準にすることによって自らの生存に必要な価値を実現できる諸原理」を提供することである、とランドは考えた。
ランドは、次のように概括している。
人が生きることを選んだ場合は、「その選択を実現するにはどのような行動原理が必要なのか」を、合理的な倫理学によって学ぶことができる。人が生きることを選ばなかった場合は、すべてが自然のなすがままになる。人は現実の中で実に多くの「～ねばならない（must's）」に直面するのだが、これらはすべて条件付きである。すなわち、現実の必要性は「もし…なら、～しなければならない（you must, if –）」の形を取るのであり、この「もし…なら」は、「もしある目標を達成したいなら」という人間の選択を表すのである。
ランドによる価値の説明は、「個人にとって第一の道徳的義務は、自らの幸福を実現することである」「個人が道徳律に従うのは、自らの命と利益のためである」という見解の現れである。道徳の基準を人間の命に置けば、倫理的利己主義（ethical egoism）が当然に導かれるとされる。ランドは、現実の示すところに論理的に従えば、人は合理的利己主義に至らざるをえないのであり、他に選択肢があるとすれば現実を指針にせず生きることくらいだと信じた。
自己利益を倫理的に承認することの帰結として、ランドは利他主義を否認した。ランドは「利他主義」（altruism）を、この語を作ったオーギュスト・コントと同じ意味、すなわち「他人のために生きる道徳的義務」という意味で用いた。ランドは、主観主義（subjectivism）も否認した。ランドによれば、快楽主義者（hedonist）、すなわち「気まぐれ崇拝者（whim-worshiper）」は、「人間として自らの人生を生きたい」という欲望に動機づけられているのではなく、「人間未満のレベルで生きたい」という欲望に動機づけられているのである。そして、実存としての自分が人間という理性的生物でありながら、「自分の（人間としての）生を促進するかどうか」ではなく、「良いと（特に考えることもなくたまたま）感じるかどうか」を価値基準にするという誤りを犯している。ランドの言う「気まぐれ崇拝者」「快楽主義者」にとって、「私は良いと思う（I value）」は、「私たちは良いと思う（we value）」「あの人は良いと思う（he values）」「みんなは良いと思う（they value）」「神さまは良いとお思いになる（God values）」などと置き換え可能であり、現実から切り離されたままである。ランドは、合理的利己主義（rational selfishness）が快楽主義と同一視されることを拒否し、前者を善、後者を悪と見なした。ランドにとって快楽主義とは「自己を失った利己主義（selfishness-without-a-self）」であり、合理的利己主義とは根本的に異なるものであった。
ランドにとって、主要な価値である「合理性（rationality）」「正直さ（honesty）」「正義（justice）」「自立（independence）」「高潔（integrity）」「生産的であること（productiveness）」「誇り（pride）」はすべて、理性を人間の基本的生存手段として適用したものであった。オブジェクティビズム倫理学におけるこれらの価値について、ランドはThe Virtue of Selfishness（邦題『利己主義という気概』）で論じた。オブジェクティビズムの倫理学のエッセンスは、ランドの小説『肩をすくめるアトラス』の登場人物ジョン・ゴールトによる次の誓いに要約されている。
己の人生とその愛によって私は誓う
私は決して他人のために生きることはなく
他人に私のために生きることを求めない

#### 倫理学への批判
オブジェクティビズムの倫理学は、多くの哲学研究者から批判されてきた。哲学研究者のロバート・ノージックは、ランドの議論では、死ぬことや価値を持たないことを選好することが誰にとっても合理的でない理由を説明できないのだから、ランドの倫理学は根本的に成立していないと述べた。ノージックは、だから利己の道徳を養護するランドの試みは、ある種の論点先取なのだと主張している。またノージックは、デイヴィッド・ヒュームのis-ought問題（「-である」という命題からの推論で「-すべき」という命題を導くことはできないという問題）に対するランドの解決は不十分であるとも主張している。これに対して哲学研究者のダグラス・B.ラスムッセン（Douglas B. Rasmussen）とダグラス・デン・アイル（Douglas Den Uyl）は、ノージックはランドの議論を正しく説明していない主張している。
チャールズ・キング(Charles King）は、ランドが生命の価値を示すために（破壊不可能な）ロボットの例を使ったのは、誤りであり混乱を招くと批判した。これに対してポール・セント・F.ブレアは、「自分の議論はランドには認められないかもしれない」とした上で、ランドの倫理学的結論を擁護した。

### 政治学：個人の権利と資本主義
ランドによる「個人の自由」の擁護は、以下のように、彼女の思想全体に基礎づけられている。理性は、人間が知識を得る手段なのだから、すべての人にとって最も根本的な生存手段なのであり、価値を獲得するために欠かせないものである。強制力の行使（または強制力を背景にした脅迫）は、その主体が国家であれ犯罪者であれ、個人にとっての理性の現実的効能を無効化する。ランドの表現を用いれば、「人間の頭脳は、銃口を突きつけられた状態では機能しない」。したがって、人間の行動を組織化するさまざまな形態の中で、理性の働きと矛盾しない唯一の形態は、自発的協同である。説得は、理性の手段である。明白に不合理である者は、他人を説得によって動かすことができない。他人を動かそうとすれば、最終的に強制力に頼るしかない。だからランドは、「理性」と「自由」を相関物と見なし、同様に「神秘主義」と「強制力」を相関物と見なした。以上の理解から、オブジェクティビズムにおいては、他人の意思に反する物理的強制力を自分の側から行使することは、不道徳であると考える。脅迫や詐欺や契約不履行も、間接的に「自分の側からの強制力の行使」であると見なし、同様に不道徳と考える。他方、防衛または報復として強制力を行使することは、適切であると見なす。
オブジェクティビズムでは、「自分自身の判断が命じるところに従って行動する権利」、および「自分の努力の産物を所有し続ける権利」は、各個人の奪うことのできない道徳権利であると見なされる。なぜなら道徳的価値を達成するためには、強制力の行使におびやかされることなく理性を使用する機会が必要だからである。ピーコフは、権利の基礎について説明する中で、次のように述べている。「建国の父たちが認識していたように、内容的に見て、根本的な権利は1つであり、この根本的な権利から、いくつかの主要な権利が派生している。根本的な権利とは、生に対する権利（the right to life）である。この根本的な権利から派生する主要な権利とは、自由（liberty）に対する権利、財産（property）に対する権利、および幸福追求（pursuit of happiness）の権利である」。「権利とは、人間の行動の自由を、社会的文脈において定義し是認する道徳原則である」。オブジェクティビズムではこれらの権利を、「特定の結果または目的に対する権利」ではなく、「行動に対する権利」として理解する。権利によって生じる義務は、本質的に消極的（negative）なものと見なす。すなわち、「各個人には他人の権利を侵害する行為を控える義務があるだけで、他人の“権利”を実現する行為を積極的（positive）に行う義務はない」と考える。
オブジェクティビズムでは、「積極的権利」Smith 1997, pp. 165–182; Touchstone 2006, p. 108「集団の権利」「動物の権利」といった代替的（alternative）な権利概念を否認する。個人の権利を全面的に認める唯一の社会体制は、資本主義であると考える。ここで言う資本主義とは、ランドが「完全な、純粋な、制御も規制もされない、自由放任の資本主義」と表現した体制である。資本主義は貧困層にとって最も有益な社会体制と見なされるが、このことは、資本主義を正当化する主要な理由とは見なされない。資本主義が正当化されるのは、それが唯一の道徳的な社会システムだからである。オブジェクティビズムでは、自由（または自由な国家）を確立しようとしている社会のみが、自決権を有すると見なされる。
オブジェクティビズムでは、政府は「物理的強制力の報復的な使用を、客観的統制の下に--すなわち客観的に定義された法律の下に--置く手段」であるがゆえに正当であり、個人の権利を保護する上で決定的な重要性を持つと見なされる。ランドは無政府主義に反対した。警察と裁判所を市場に委ねれば、冤罪が必然化すると考えたからである。オブジェクティビズムでは、「犯罪者から人々を守る警察」、「外国による侵略から人々を守る軍備」、「客観的に定義された法律に従って紛争を調停する司法」、「行政」、および「立法」が、政府に固有の機能であると考える。さらに、政府は「個人の権利を保護するために、国民の代理人として行動する」のであり、「国民から委任された権利以外のいかなる権利も持たない」のであり、「具体的かつ客観的に定義された法律に従って公平に行動しなければならない」と考える。オブジェクティビズムの著名な支持者であるピーコフとヤロン・ブルック（Yaron Brook）は、後に他の政府機能への支持も表明している。
ランドは、「知的所有権を特定の発明者およびアーチストに先願主義で限定的に独占させることは、道徳的である」と主張した。すべての財産権は本質的に知的であり、かつ商品の価値の一部はその発明者の不可欠な仕事に由来すると見なしたからである。ただしランドは、特許および著作権を制限することも重要であり、特許および著作権を永久に認めれば、事実上の集産主義に必然的につながると考えた。
ランドはレイシズムに反対し、レイシズムのあらゆる法的適用に反対した。ランドはアファーマティブ・アクションを法律上のレイシズムの一種と見なした。ランドは合法的に妊娠中絶を行う権利を擁護した。ランドは、殺人者への報復として死刑は道徳的に正当化されると信じたが、無実の人々が誤って処刑される危険性と、国家による殺人につながる危険性を重く見た。このためランドは、「道徳的な理由からではなく、認識論的な理由から」死刑に反対した。ランドは徴兵制に反対する一方、徴兵を回避する人々を有罪と見なした。ランドは、ポルノグラフィの法的制限、表現の自由の法的制限、信教の自由の法的制限を含め、あらゆる形態の検閲に反対した。
他にも反トラスト法、最低賃金、公教育、既存の児童労働法など、リベラル派からも保守派からも広く支持されている政府活動の多くが、オブジェクティビズムにおいては反対の対象となる。オブジェクティビズムを支持する人々は、「信仰に基づくボランティア活動（faith-based initiatives）」に対する公的支援、宗教的シンボルの政府施設への掲示、インテリジェント・デザイン説の公教育カリキュラムへの採用にも反対してきた。ランドは税を「窃盗」「理性に対する強制力の優越の是認」と見なし、その漸進的な廃止を主張した。

#### 政治学に対する批判
経済学者や政治哲学者を含む一部の批判者は、オブジェクティビズムの倫理学は最小国家主義ではなく無政府資本主義に合致していると主張している。こうした批判をしている者には、マレー・ロスバード、デイヴィッド・フリードマン、ロイ・チャイルズ（Roy Childs）、ノーマン・バリー（Norman P. Barry）、チャンドラン・クカサス（Chandran Kukathas）などがいる。

### 美学：形而上学的価値判断
オブジェクティビズムにおける芸術論は、その認識論から、「精神認識論（psycho-epistemology）」によって導かれる。オブジェクティビズムによれば、芸術は、人間が概念を知覚的に把握することを可能にするものである。芸術は、「芸術家による形而上学的価値判断に基づく、現実の選択的再創造」（selective re-creation of reality according to an artist's metaphysical value-judgments）と定義される。ここで「芸術家による形而上学的価値判断」とは、自然および人間の本質に関して、芸術家が究極的に真かつ重要と信じることを意味する。この点で、芸術は抽象を知覚可能な形式で具象的に提示する手段と見なされている。
この見方によれば、人間が芸術を必要とする根本的理由は、認識における経済性にある。概念は、
多数の具体物を代替することにより、個々の具体物について明示的に思考するよりはるかに多くの具体物について暗黙的に（あるいは間接的に）思考することを可能にしている点で、それ自体がすでに頭脳におけるショートカットである。しかし人間は、（オブジェクティビズムによれば）生きる指針を得るために包括的な概念的枠組みを必要としているにもかかわらず、頭脳に無限に多くの概念を保持することができない。芸術は、形而上学的価値判断を含む広範な抽象について伝え考えるための、知覚で容易に把握可能な媒介物となることによって、このジレンマからの脱出を助ける。オブジェクティビズムにおいては、芸術は道徳的あるいは倫理的な理想を効果的に伝える手段と見なされる。ただし、芸術を布教手段と見なすわけではない。芸術は道徳的な価値や理想を必然的に含むが、その目的は教育ではなく提示に限られるとされる。また芸術は、通常は体系的で明示的な哲学の産物ではないし、そうである必要もないとされる。芸術は通常、芸術家の（偏見にとらわれた非常に感情的な）「生に対する感覚（sense of life）」から生まれるものであるとされる。
ランドは、ロマン主義を文芸における最高の潮流と見なした。ロマン主義は「人間には意志能力があるという原理」の認識に立脚しているとし、この原理の認識がなければ、文芸はドラマとしての力を持ち得ないと信じた。「ロマン主義」という言葉は主情主義（emotionalism）と混同されることが多いが、オブジェクティビズムにおいて主情主義は完全否定される。歴史的にロマン主義の芸術家の多くは、主観主義（subjectivism）の哲学を信奉していた。オブジェクティビズムを支持する芸術家のほとんどは、ランドが自らの創作アプローチに名付けた「ロマン主義的写実主義（romantic realism）」を支持している。

## ランド以降の発展
1982年に出版されたレナード・ピーコフの『不吉な相似：アメリカにおける自由の終焉』（The Ominous Parallels: The End of Freedom in America）を、ランドは「私以外のオブジェクティスト哲学者による最初の本」と評した。ピーコフは1991年に、ランドの哲学の包括的な解説書である『オブジェクティビズム：アイン・ランドの哲学』（Objectivism: The Philosophy of Ayn Rand）を出版した。クリス・マシュー・シャバラ（Chris Matthew Sciabarra）は、『アイン・ランド：ロシアのラディカル』（Ayn Rand: The Russian Radical、1995年）でランドの諸見解を論じ、その知的起源を理論化した。アラン・ゴットヘルフ (Allan Gotthelf)の『アイン・ランド論』（On Ayn Rand、1999年）、ティボー・R・マチャン（Tibor R. Machan）の『アイン・ランド』（Ayn Rand、2000年）、アンドリュー・バーンスタイン（Andrew Bernstein）の『一気に学ぶオブジェクティビズム』（Objectivism in One Lesson、2009）など、ランドの思想を簡潔にまとめた概説書も出版された。
オブジェクティビズムを、より専門的な領域に適用した学者もいた。マチャンは『客観性』（Objectivity、2004年）等の著作で、人間の知識に関するランドの文脈依存的な理論を、ジョン・L・オースティン（J. L. Austin）やギルバート・ハーマン（Gilbert Harman）による洞察にも依拠しながら展開した。デヴィッド・ケリー (David Kelley)は、ランドの認識論を『感覚の証拠』（The Evidence of the Senses、1986年）、『抽象作用に関する考察』（A Theory of Abstraction、2001年）等の著作で展開した。倫理学の分野では、ケリーが『洗練された個人主義』（Unrugged Individualism、1996年）、『争われるアイン・ランドの遺産』（The Contested Legacy of Ayn Rand、2000年）等の著作で、オブジェクティビズム支持者は仁愛（benevolence）という美徳により多くの注意を払うべきであり、道徳的制裁の強調を減らすべきであると主張した。ケリーのこうした見解に関しては多くの議論がある。ピーコフやピーター・シュワルツ（Peter Schwartz）は、ケリーはオブジェクティビズムの重要な諸原則を否定していると主張している。ケリーは、「理性に依拠した、教条主義的にならない議論・討論へのコミットメント」、「“オブジェクティビズムは拡大、洗練、修正に対して開かれている”という認識」、および「同調者も批判者も含む他者に対する仁愛のポリシー」を伴うオブジェクティビズムという意味で、「開かれたオブジェクティビズム」（Open Objectivism）という用語を使用している。
ランドの倫理学に焦点を当てている研究者タラ・スミス (Tara Smith) は、『道徳的諸権利と政治的自由』（Moral Rights and Political Freedom、1995年）、『存続可能な価値』（Viable Values、2000年）、『アイン・ランドの規範倫理学』（Ayn Rand's Normative Ethics、2006年）等の著書で、ランドの思想の原型に迫っている。デイヴィッド・ハリマン（David Harriman）は、著書『論理的飛躍：物理における帰納』（The Logical Leap: Induction in Physics、2010年）で、ピーコフと協同し、ランドの概念論に基づく科学的帰納の理論を展開した。
バーンスタインは、『資本主義者宣言』（The Capitalist Manifesto、2005年）でランドの思想の政治的側面を論じている。ジョージ・レイズマン（George Reisman）は、『資本主義：経済学についての論考』（Capitalism: A Treatise on Economics、1996年）で、オブジェクティビズムにおける方法論および洞察と、古典派およびオーストリア学派の経済学の統合を試みている。心理学においては、エドウィン・A.ロック (Edwin A. Locke)とエレン・ケナー（Ellen Kenner）が、『ロマンスへの利己的な道：情熱と理性で愛する方法』（The Selfish Path to Romance: How to Love with Passion & Reason）でランドの見解を検討した。ルイス・トーレス（Louis Torres）およびミシェル・マーダー・カムヒ（Michelle Marder Kamhi）は、『芸術とは何か』（What Art Is、2000年）でオブジェクティビズムの芸術論への適用を試みた。ハリー・ビンスワンガー（Harry Binswanger）は、『目的論的概念の生物学的基礎』（The Biological Basis of Teleological Concepts、1990年）でオブジェクティビズムの目的論への適用を試みた。

## 知的影響
アカデミックな哲学研究者たちの多くは、ランドが最初に提唱した当時から、オブジェクティビズムを無視している。ランドが同時代の知識人を批判していたため、オブジェクティビズムは「ひどく反学問的」とも評されてきた。コロンビア大学哲学教授のデヴィッド・シドルスキー（David Sidorsky）は、ランドの哲学書は哲学の主流から外れており、十分に根拠づけられた哲学書というよりも、イデオロギー的な運動の書であると述べている。イギリスの哲学研究者テッド・ホンデリック（Ted Honderich）は、『オックスフォード哲学必携』（The Oxford Companion to Philosophy）から、ランドに関する記事を意図的に排除したと述べた。ランドの思想に関する項を設けている事典には、『スタンフォード哲学百科事典』（Stanford Encyclopedia of Philosophy）、『現代アメリカ哲学者辞典』（The Dictionary of Modern American Philosophers）、『インターネット哲学百科事典』（Internet Encyclopedia of Philosophy）、『ラウトレッジ二十世紀政治思想家辞典』（The Routledge Dictionary of Twentieth-Century Political Thinkers）、『ペンギン哲学辞典』（The Penguin Dictionary of Philosophy）などがある。『ラウトレッジ哲学百科事典』（Routledge Encyclopedia of Philosophy）にもアイン・ランドの項があり、「ランドの思想は、アメリカ合衆国の学生に非常に強い影響を与えた。しかしアカデミックな哲学研究者たちからはほとんど注目されなかった。『資本主義: 知られざる理想』（The Unknown Ideal、1967年）などで資本主義を堂々と擁護したことや、『利己主義という気概』（The Virtue of Selfishness，1964年）で利己主義が美徳であることを明確に主張したことで、ランドはさらに有名になったが、知識人の主流からは排除されることになった」という評価が記載されている。
近年では、学校の授業でランドの作品と出会う者も多い。オブジェクティビズムの学問的研究を支援しているアイン・ランド・ソサイエティ（The Ayn Rand Society）は、アメリカ哲学会（American Philosophical Association）の東部地区に加盟している。アリストテレス研究者であると同時にオブジェクティビズム支持者でもあり、アイン・ランド・ソサイエティの議長も務めるアラン・ゴットヘルフ (Allan Gotthelf)は、同ソサイエティに属する他の研究者と共に、オブジェクティビズムの学問的研究の拡大を訴えている。彼らはオブジェクティビズムを、古典的自由主義を擁護する哲学としてユニークであり、知的な関心と議論に値すると見なしている。1999年には、査読付き学術誌「ザ・ジャーナル・オブ・アイン・ランド・スタディーズ」（The Journal of Ayn Rand Studies）が創刊された。2006年には、オブジェクティビズムに焦点を当てた会議がピッツバーグ大学 (University of Pittsburgh)で開催された。テキサス大学オースティン校（University of Texas at Austin）およびノースカロライナ大学チャペルヒル校（University of North Carolina at Chapel Hill）には、オブジェクティビズムの研究を支援するプログラムおよび奨励金制度がある。
ある伝記作家は、ランドの著書と出会う人々の多くは「思想形成期」に出会っていると述べている。かつてランドの弟子だったナサニエル・ブランデン(Nathaniel Branden）は、ランドの「若者にとって特別に強力な魅力」に言及している。アイン・ランド協会（Ayn Rand Institute）のオンカー・ゲーテ（Onkar Ghate）は、ランドは「若者の理想主義に訴える」と述べている。オブジェクティビズムの批判者の多くは、若者に対するオブジェクティビズムの訴求力に警戒してきた。ランドの思想に魅了された若者の多くは、その後ランドに対する肯定的な見方を捨てる（ランドの思想を「脱する」と表現されることも多い）。ランドの作品の支持者もこうした現象を認識しているが、若者らしい理想主義を失うことや、知的順応への社会的圧力に抗しきれなくなることがその原因と考えている。対照的に、ジェニファー・バーンズ (Jennifer Burns) は、一部の批判者は「ランドを青年にしか訴求力を持たない浅薄な思想家として片付けている」が、こうした批判者は右翼的政治運動への「ゲートウェイドラッグとしてのランドの重要性を見落としている」と述べた。